# Akon (Naturfaser)
Als Akon wird die aus den Samenhaaren der Seidenpflanzengewächse Calotropis gigantea und Calotropis procera, aber auch von der Indianer-Seidenpflanze (Asclepias curassavica) gewonnene, kapokähnliche Naturfaser bezeichnet. In einer Mitteilung des Botanischen Gartens und Museums Berlin-Dahlem aus dem Jahr 1913 wird die Verwendung der Faser als Ersatzfaserstoff für Baumwolle und Daunen genannt. Nennenswerte Bedeutung hat die Akonfaser jedoch aufgrund der schwierigen Gewinnung nicht erlangt.